# Melanempis scoliiformis
Melanempis scoliiformis är en biart som beskrevs av Brooks och Gregory B. Pauly 2001. Melanempis scoliiformis ingår i släktet Melanempis och familjen långtungebin. Inga underarter finns listade i Catalogue of Life.

## Bildgalleri

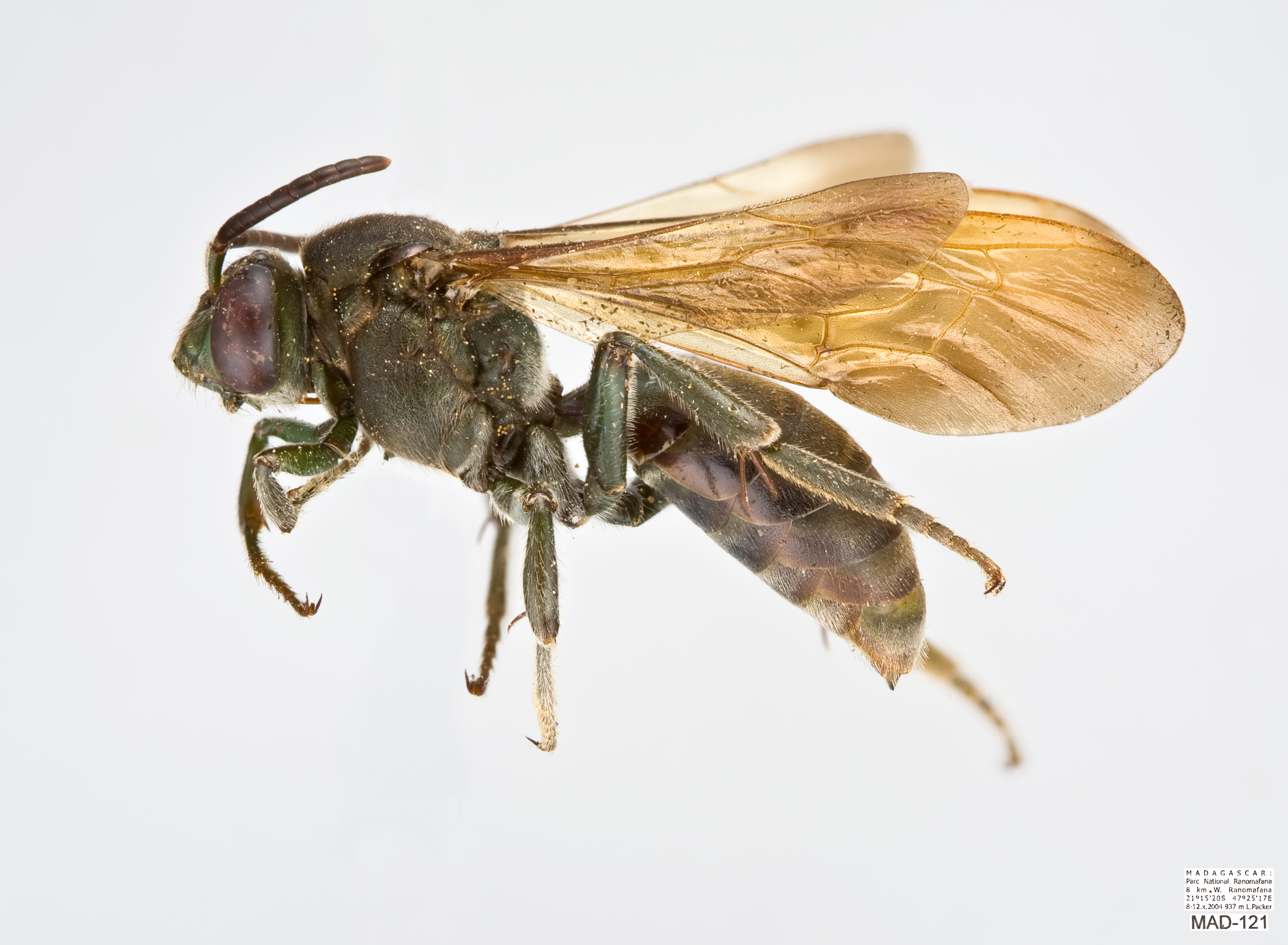